# Beretta S56
Il Beretta S56 E è un fucile a canna liscia sovrapposto appartenente alla serie "S" di fucili in passato prodotti dalla Fabbrica d'Armi Pietro Beretta.
L'arma venne prodotta a partire dal 1955 come evoluzione di un altro sovrapposto nato per l'impiego come fucile da caccia: il  Beretta S55. Anche il modello S56 E restava un fucile prettamente da caccia e non da tiro. La peculiarità di questa serie S56, come del S57 con finiture di maggior pregio, era quello di essere dotato di estrattori automatici. La Beretta infatti proponeva per il tiro sportivo "Trap" nell'ambito della serie "S" il più specifico modello Beretta S58, con canne hight strenght in acciaio al cromo-molibdeno.
La Beretta dichiarava di aver realizzato l'S56E meglio del suo predecessore S55, sia per l'impiego di legni di qualità superiore, tra cui il noce per il calcio, sia per il trattamento di tempra a cui venivano in questo modello sottoposte tutte le parti soggette ad usura. Il progetto continuava l'impiego del sistema di chiusura semplice e razionale della serie S, realizzato con la  doppia chiusura a spalle trapezoidali e con catenaccio conico doppio, a cui l'S56 associava gli estrattori automatici che l'S55 non aveva. Caratteristica estetica particolare era l'aggiunta di una decorazione metallica della bascula, definita come sobria anche dal costruttore.
La grande maggioranza delle armi aveva le due canne caratterizzate da strozzature una stella per la canna superiore e tre stelle per la canna inferiore e un solo grilletto. Erano invece più equamente distribuite nei vari esemplari prodotti, sia canne calibro 12 gauge sia 20. Era possibile montare canne hight strenght in acciaio al cromo-molibdeno dello stesso tipo dell'S57 E da tiro sportivo e un secondo grilletto.